# 威廉·胡珀
威廉·胡珀（William Hooper）（1742年6月28日-1790年10月14日）是美国律师，政治家。是大陆会议的成员，代表北卡罗来纳州（从1774年到1777年）。是美国美国开国元勋之一，胡珀也是美国独立宣言的签署者之一。

## 生平
威廉·胡珀于1742年生于马萨诸塞的波士顿。他的父亲威廉·胡珀是苏格兰裔美国人，在移民美国之前曾就读爱丁堡大学。胡珀的父亲曾希望他成为主教，并于七岁时将胡珀置于波士顿拉丁文学校，由马萨诸塞州一位杰出的教育家约翰·洛威尔先生教导。十六岁时（1757年），胡珀进入哈佛大学学习，并在1760以优异的成绩毕业，获得了神学学士学位。毕业后，他并没有从事神职，而是向著名律师詹姆斯·奥蒂斯学习法律，并获得了律师资格证。他离开了马萨诸塞州，定居北卡罗来纳的威尔明顿，并在当地从事律师，他的律师事业十分成功，并与早期定居者的女儿安妮·克拉克结婚，两人在1768年生了儿子威廉，在1770年生了女儿伊丽莎白，然后在1772年生了另一个儿子托马斯。随后，胡珀得以迅速晋升，首先是在1769年被任命为索尔兹伯里副司法部长，随后在1770年被任命为北卡罗来纳州副司法部长。
胡珀起初支持英国殖民政府， 并成为北卡罗来纳议会议员，逐渐成为了美国独立的支持者。1774年，他成为了第一届大陆会议的北卡罗来纳州代表，并当选第二次大陆会议的代表。但他的大部分时间都花在国会和北卡罗来纳州的工作之间，在那里他正协助组建新政府。由于与北卡罗来纳州新政府打交道的原因，胡珀错过了批准《独立宣言》的投票，但他赶上并签署了美国独立宣言。1777年，由于持续的财务问题，胡珀从国会辞职，回到北卡罗来纳州继续从事他的法律职业。在独立战争期间，英军多次试图袭击他，并烧毁了他的庄园。
美国独立后，他在希尔斯伯勒继续从事法律，几次担任法官，最终在最终于1790年10月14日去世，享年48岁。

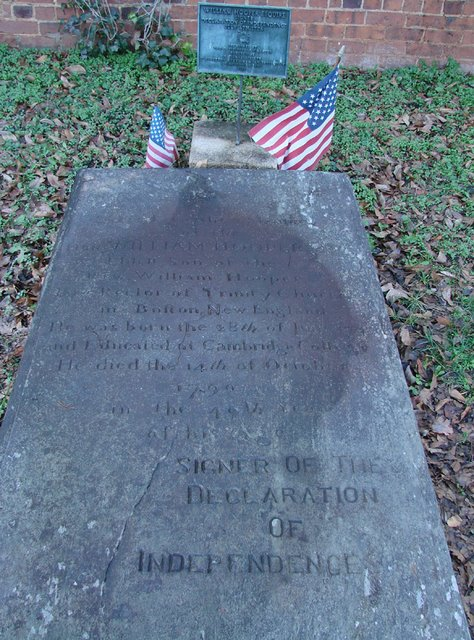
威廉·胡珀位于希尔斯伯勒的原墓地